# Гродно-93
Баскетбольный клуб «Гродно-93» — белорусский баскетбольный клуб, основан в 1993 году. Выступает в чемпионате Белоруссии по баскетболу среди мужчин. Клуб является девятикратным чемпионом Белоруссии, а также 8 раз выигрывал Кубок страны. Участник группового раунда Кубка Корача.

## Достижения
Чемпионат Белоруссии по баскетболу
- Чемпион (9) 1995/1996, 1997/1998, 1998/1999, 1999/2000, 2000/2001, 2001/2002, 2002/2003, 2003/2004, 2024/2025.
- Серебряный призёр (15) 1994/1995, 1996/1997, 2004/2005, 2005/2006, 2006/2007, 2009/2010, 2010/2011, 2011/2012, 2012/2013, 2013/2014, 2014/2015, 2015/2016, 2016/2017, 2022/2023, 2023/2024.
- Бронзовый призёр (4) 2007/2008, 2017/2018, 2019/2020, 2021/2022.

Кубок Белоруссии по баскетболу
- Обладатель (8) 1998, 2000, 2001, 2002, 2003, 2004, 2007, 2024.
- Финалист (8) 2005, 2011, 2013, 2014, 2016, 2021, 2022, 2023.

## История
В 1992 году гродненская команда «Университет» участвует в чемпионате Белоруссии. В 1993 году клуб переходит на профессиональную основу, а в сезоне 1994/1995 выступает под названием «Гродно-93».В том же сезоне гродненцы впервые поднимаются на пьедестал чемпионата, заняв второе место. В следующем сезоне 1995/1996 баскетболисты из Гродно стали чемпионами Белоруссии. В период с 1995 по 2007 год клуб победил в восьми чемпионатах Высшей лиги страны и 7 раз выиграл Кубок.
В сезоне-2024/2025 «Гродно-93» выиграл чемпионат Беларуси по баскетболу впервые с 2004 года. В финальной серии команда под руководством Дмитрия Кузьмина обыграла «Минск» со счетом 3-2. Решающая встреча проходила в Лиде и закончилась со счетом 69:66 (22:19, 14:17, 11:11, 22:19). Команда из Гродно стала 9-кратным чемпионом Беларуси. У «Минска» осталось 16 чемпионств.

## Еврокубки
6 сентября 1995 года клуб дебютировал в Кубке Корача. Уступив в матчах предварительного раунда, команда закончила выступление на турнире. Вновь выступая в Кубке Корача 1999/2000, «Гродно-93» впервые вышел в групповую стадию и на своей площадке обыграл будущего участника 1/16 финала, одного из лидеров чемпионата России казанский УНИКС (80:72). Последнее выступление клуба на европейской арене состоялось в сезоне 2002/2003.

## Состав
| \| Поз. \| № \| Гражд. \| Имя \| Дата рождения (возраст) \| Рост \| Вес \| Звание \| \| ---- \| -- \| ------ \| ------------------------ \| ------------------------ \| ------ \| ------ \| ------ \| \| РЗ \| 1 \| \| Роман Щербаков \| 5 октября 2003 (21 год) \| 186 см \| 79 кг \| \| \| АЗ \| 2 \| \| Данила Кисель \| 5 декабря 2006 (18 лет) \| 184 см \| \| \| \| ЛФ \| 4 \| \| Алексей Тростинецкий (К) \| 2 марта 1986 (39 лет) \| 200 см \| 98 кг \| \| \| АЗ \| 5 \| \| Даниил Борисевич \| 6 января 2001 (24 года) \| 194 см \| 100 кг \| \| \| Ц \| 6 \| \| Егор Чеснов \| 10 апреля 2006 (19 лет) \| 197 см \| \| \| \| ТФ \| 7 \| \| Вадим Балякин \| 16 января 1990 (35 лет) \| 200 см \| 100 кг \| \| \| РЗ \| 8 \| \| Сергей Лемешевский \| 17 апреля 2001 (24 года) \| 195 см \| \| \| \| Ц \| 11 \| \| Никола Джурич \| 7 февраля 1991 (34 года) \| 204 см \| \| \| \| Ц \| 12 \| \| Кирилл Винокуров \| 2 октября 1999 (25 лет) \| 207 см \| \| \| \| ТФ \| 13 \| \| Илья Шарипов \| 24 ноября 1991 (33 года) \| 198 см \| 101 кг \| \| \| АЗ \| 15 \| \| Владислав Микульский \| 11 апреля 1998 (27 лет) \| 193 см \| 105 кг \| \| \| ТФ \| 27 \| \| Кирилл Чумаков \| 27 мая 1995 (30 лет) \| 196 см \| \| \| \| ЛФ \| 34 \| \| Бенджамин-Павел Дуду \| 29 апреля 1991 (34 года) \| 200 см \| 100 кг \| \| \| АЗ \| 95 \| \| Иван Аладко \| 9 февраля 1995 (30 лет) \| 193 см \| 85 кг \| \| | Главный тренер - Дмитрий Кузьмин Ассистенты тренера - Юрий Черняк Легенда - (К) — Капитан команды Последнее изменение: 10 марта 2025 года |               |                          |                          |        |        |        |
| Поз. | № | Гражд.        | Имя                      | Дата рождения (возраст)  | Рост   | Вес    | Звание |
| РЗ | 1 | Флаг Беларуси | Роман Щербаков           | 5 октября 2003 (21 год)  | 186 см | 79 кг  |        |
| АЗ | 2 | Флаг Беларуси | Данила Кисель            | 5 декабря 2006 (18 лет)  | 184 см |        |        |
| ЛФ | 4 | Флаг Беларуси | Алексей Тростинецкий (К) | 2 марта 1986 (39 лет)    | 200 см | 98 кг  |        |
| АЗ | 5 | Флаг Беларуси | Даниил Борисевич         | 6 января 2001 (24 года)  | 194 см | 100 кг |        |
| Ц | 6 | Флаг Беларуси | Егор Чеснов              | 10 апреля 2006 (19 лет)  | 197 см |        |        |
| ТФ | 7 | Флаг России   | Вадим Балякин            | 16 января 1990 (35 лет)  | 200 см | 100 кг |        |
| РЗ | 8 | Флаг Беларуси | Сергей Лемешевский       | 17 апреля 2001 (24 года) | 195 см |        |        |
| Ц | 11 | Флаг Сербии   | Никола Джурич            | 7 февраля 1991 (34 года) | 204 см |        |        |
| Ц | 12 | Флаг Беларуси | Кирилл Винокуров         | 2 октября 1999 (25 лет)  | 207 см |        |        |
| ТФ | 13 | Флаг Беларуси | Илья Шарипов             | 24 ноября 1991 (33 года) | 198 см | 101 кг |        |
| АЗ | 15 | Флаг Беларуси | Владислав Микульский     | 11 апреля 1998 (27 лет)  | 193 см | 105 кг |        |
| ТФ | 27 | Флаг Беларуси | Кирилл Чумаков           | 27 мая 1995 (30 лет)     | 196 см |        |        |
| ЛФ | 34 | Флаг Беларуси | Бенджамин-Павел Дуду     | 29 апреля 1991 (34 года) | 200 см | 100 кг |        |
| АЗ | 95 | Флаг Беларуси | Иван Аладко              | 9 февраля 1995 (30 лет)  | 193 см | 85 кг  |        |

## Главные тренеры
- Леонид Дюбин (1993—1994)
- Евгений Кец (1994—1998)
- Александр Борисов (1998—2004)
- Евгений Пустогвар (2004—2005)
- Сергей Погребнёв (2005)
- Александр Попков (2005—2006, 2009—2011)
- Михаил Фейман (2006—2007)
- Юрий Черняк (2007—2009)
- Андрей Василевко (2011—2019)
- Дмитрий Кузьмин (2019—2021, 2022—н. в.)
- Предраг Мушицки (2021—2022)